# العكدة (العاقبة)

تعديل مصدري - تعديل

العكدة محلة تابعة لقرية الروينة، التابعة لعزلة العاقبة بمديرية فرع العدين إحدى مديريات محافظة إب في الجمهورية اليمنية، بلغ تعداد سكانها 38 حسب تعداد اليمن لعام 2004.